# Nuni Omot
Anunwa "Nuni" Omot Omot (Nairobi, 3 de octubre de 1994) es un baloncestista sudsudanés, nacido en Kenia, que pertenece a la plantilla de los Ningbo Rockets de la CBA de China. Con 2,06 metros de estatura, juega en la posición de alero.

## Trayectoria deportiva

### Universidad
Nacido en un campo de refugiados en Nairobi y huido a Estados Unidos, Omot comenzó su carrera en el Concordia College de la División II de la NCAA, donde tras su primer año sin competir, creció casi siete centímetros. En la temporada 2014-15 promedió 12,4 puntos y 5,5 rebotes para los Golden Bears. Al año siguiente fue transferido al Indian Hill Community College de la NJCAA, donde jugó una temporada en la que promedió 12,2 puntos y 5,4 rebotes, recibiendo una mención honorífica en el All-America.
En noviembre de 2015 fue becado para jugar con los Bears de la Universidad Baylor, de la División I de la NCAA. Allí jugó dos temporadas más, en las que promedió 7,4 puntos, 2,9 rebotes y 1,1 asistencias por partido.

### Profesional

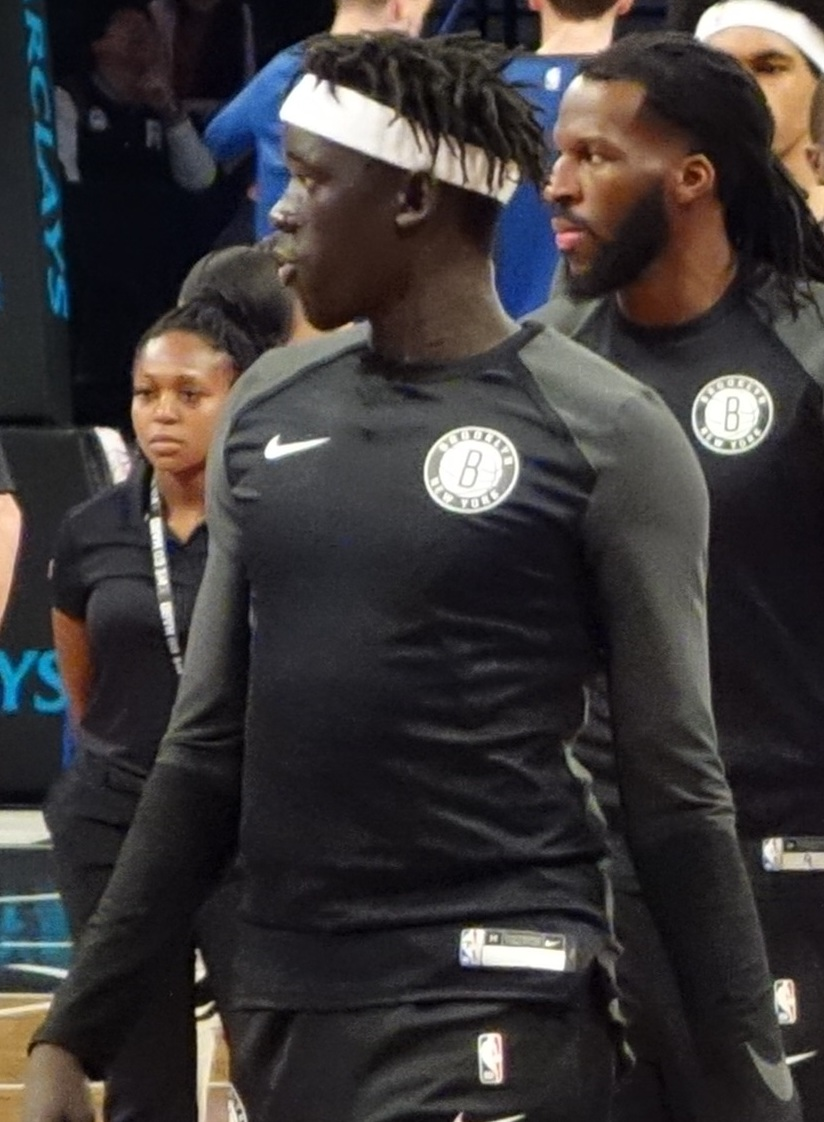
Nuni en 2018.

Tras no ser elegido en el Draft de la NBA de 2018, disputó las Ligas de Verano de la NBA con los Golden State Warriors, con los que en ocho partidos promedió 3,9 puntos y 3,0 rebotes. En septiembre firmó con los Brooklyn Nets para disputar la pretemporada, siendo despedido al mes siguiente tras aparecer en un único partido, en el que anotó 5 puntos. Posteriormente fue asignado a su filial en la G League, los Long Island Nets.
El 9 de diciembre de 2020, firma por el Trefl Sopot de la Polska Liga Koszykówki, tras haber comenzado la temporada 2020-21 en las filas del Tofaş S.K. de la BSL turca, club del que llegaría en calidad de préstamo.
El 20 de julio de 2021, firma por el Gießen 46ers de la Basketball Bundesliga.
En 2022, disputa la liga de Puerto Rico, la Baloncesto Superior Nacional, con Leones de Ponce.
El 24 de septiembre de 2022 consiguió un contrato con los New York Knicks de la NBA, pero fue cortado tras la pretemporada. El 24 de octubre de 2022 se unió a la plantilla de los Westchester Knicks. El 2 de marzo de 2023 fue traspasado a Lakeland Magic.
En abril de 2023, se une al club egipcio Al Ahly, para participar en la Basketball Africa League (BAL). Debutó el 26 de abril anotando 21 puntos ante Ferroviário da Beira. El 27 de mayo ayudó al equipo a conseguir su primer título de BAL, donde fue nombrado MVP de la BAL, siendo el primer africano en conseguir este premio.
En octubre de 2023 firma por el Chorale Roanne Basket de la Pro A francesa. El 17 de enero de 2024 dejó el equipo, y dos días después ficharía por el Ningbo Rockets de la CBA de China.

## Selección nacional
Pese a haber nacido en Kenia, Omot resultó elegible para representar internacionalmente a Sudán del Sur a causa de su herencia familiar. En 2022 hizo su debut con el equipo. 
El jugador tuvo una actuación destacadísima el 24 de febrero de 2023 en un triunfo ante Senegal que le dio acceso a su selección a la Copa Mundial de Baloncesto por primera vez en su historia.
Durante agosto y septiembre de 2023 fue integrante de la selección de Sudán del Sur que participó en el Mundial de 2023 celebrado en Asia, y que finalizó en decimoséptimo lugar.
Entre julio y agosto de 2024 fue parte de la selección absoluta de Sudán del Sur, que disputó los Juegos Olímpicos de París, finalizando en novena posición.